# Samoańczycy
Samoańczycy – rdzenna ludność Wysp Samoa, odłam Polinezyjczyków.
W 1991 roku ich liczebność wynosiła 327 tysięcy, z czego 186 tysięcy zamieszkiwało państwo Samoa (wówczas pod nazwą Samoa Zachodnie), a ok. 49 tys. Samoa Amerykańskie. Pozostałe 90 tys. Samoańczyków stanowili emigranci (głównie na Nowej Zelandii, mniejsze skupiska także w USA i Australii). Samoańczycy posługują się językiem samoańskim z rodziny polinezyjskiej oraz językiem angielskim. Ich przodkowie osiedlili się na Wyspach Samoa w II tysiącleciu p.n.e. Przez wieki Samoa było jednym z ważniejszych ośrodków kultury polinezyjskiej.
Do tradycyjnych zajęć Samoańczyków zalicza się rybołówstwo i uprawę roli (głównie taro, jams, palma kokosowa, trzcina cukrowa), a także w mniejszym stopniu chów świń i drobiu.